# 中国医学科学院学术咨询委员会
中国医学科学院学术咨询委员会是中国医学科学院于2019年成立的学术咨询机构与智库，下设临床医学部、口腔学部、基础医学与生物学部、药学部、卫生健康与环境学部、生物医学工程与信息学部等6个学部。